# Геревол
Геревол представља један од најпознатијих фестивала на којима учествују Фулани. То је једнонедељни фестивал у коме учестују сви млади мушкарци демонстрирајући своју лепоту. Младићи обучени у различиту гардеробу, украшену орнаментиком и нашминкани традиционалним техникама осликавања лица, у редовима плeшу и певају, борећи се за пажњу младих жена. 

## Локација и време
Фестивал се одржава у септембру, на крају кишне сезоне, сваке године, а место окупљања је Ин-Гал, град у северозападном Нигеру. Заправо, овај обичај је карактеристичан за племе Водаабе, које је подгрупа Фулана, а осим њих и Туарези учествују на овом фестивалу тако да сам догађај окупља врло велики број људи. Осим на овој локацији, Геревол се може пронаћи и у разним другим крајевима где живе ови народи, а са обзиром на то да су сви номадски народи, у њиховом процесу трансхумације, фестивал се може наћи у већини Африке. 

## Концепт самог фестивала
Сама игра и церемонија проналажења најлепшег мушкарца се зове Иааке, а поред ње на Гереволу постоји различита друга такмичења, размена мираза, трке камила и много других ствари. 
Управо због обичаја, Фулани се сматрају за најуображеније племе на свету, и једино племе које слави мушку лепоту. Мушкарци доста времена посвећују сређивању за овај догађај, сама шминка треба доста да потраје, а сврха целог тог процеса је само лепота. Симболи лепоте код мушкараца су: висина, тако да мушкарци облаче што дуже хаљине да им издуже ноге; беле очи и бели зуби, које намерно наглашавају током игре. Најчуднија ствар је колутање очима, јер у другим народима то има другачије значење. Међутим, Фулани покушавају да колутањем очију покажу величину самог ока, и белину беоњаче. 
Овај обичај једини омогућава потпуну сексуалну слободу младића и девојака, јер када девојка изабере најлепшег мушкарца одводи га у грм на „предбрачну пробу“, у којој мушкарац показује да ли је дорастао својој лепоти. Ово представља велики парадокс са именом овог дела Фулана, јер Водабе може значити племе табуа, срамоте и забране. Међу Водабама, бракови се склапају у раном детињству. Дакле, све жене које су присутне на фестивалу, као потенцијалне „невесте“ су формално удате. Међутим, ова околност не спречава формирање нових парова. Ако је заљубљени пар током Геревола успео да се тихо измакне из погледа својих брачних партнера, таква новостворена заједница се сматра правно као „брак из љубави“. 

## Симболика
Све боје и детаље на гардероби који Фулани користе током овог фестивала имају неко значење. На лицу црвени окер асоцира на крв и насиље, и користи се само у посебним приликама. Жута глина, којом учесници прекривају своје лице је боја магије и трансформације. Њихова омиљена боја коју користе је црна. Користи се за наглашавање очију и усана. Добијају је спаљивањем костију египатске чапље, птице које Водаабе повезују са експресивношћу. Као тотални контраст црној боји је бела боја, која је боја смрти. У младом човеку се цени шарм, експресивност и харизма, коју могу да нагласе плесом. На главама обично имају траку са нојевим перијем, која је дизајнирана да би повећала раст. Уско лице, добијају контурисањем помоћу боја. Ширину и белину очију добијају, уз помоћ контраста са црним мастилом. Јако им је битна симетрија коју,  не везано за овај фестивал још у раном детињству, достижу уз помоћ геометријских тетоважа. На врату обично имају дуге перле и накит, који симболизују богатство и плодност. 

## Туристичка посећеност
На туристичку посећеност овог фестивала утицало је доста западних филмова, књига и часописа који су истакнули ову церемонију као врло симпатичну стилизовану представу. „Herdsmen of the Sun“ је документарни филм Вернера Херцога, који као главну тему има овај догађај.
- Nedeljković M. (2001). „Leksikon naroda sveta“ str. 219, Srpska književna zadruga, Beograd
- Skutsch, C. (2005). „Enciklopedija svetskih manjina“, str. 474,  Routledge

1. ↑  „Guérewol - the Festival of Celebrating Beauty ~ EF News International”. web.archive.org. 2011-10-29. Архивирано из оригинала 29. 10. 2011. г. Приступљено 2022-12-10.
2. ↑  Ферера, Мирела (2006). Народи Света. Нови Сад: Међународни истраживачки институт за културу. стр. 76.
3. ↑  „Короли красоты, которых выбирают дамы”. 20. januar 2011.[мртва веза]